# Angraecum egertonii
Espèce
Synonymes
- Angraecoides egertonii (Rendle) Szlach., Mytnik & Grochocka, 2013
- Conchograecum egertonii (Rendle) Szlach., Grochocka, Oledrz. & Mytnik, 2018[2]

Angraecum egertonii est une espèce de plantes herbacées épiphytes de la famille des Orchidaceae et du genre Angraecum, endémique des terres africaines bordant le Golfe de Guinée. Elle a été découverte et décrite par Rendle en 1913.

## Description
C'est une herbe épiphyte, pendante ; la tige mesure jusqu'à 40 cm de long, plus ou moins deux bords, avec de nombreuses racines fines parmi les feuilles ; il y a de nombreuses feuilles, en deux rangées, largement elliptiques-ovées, de 1,5-4,5x0,7-2 cm, avec l'apex émoussé à deux lobes ; les inflorescences sont laches, dressées, de 3 cm de long, 1(-3)-fleuries, portées le long de la tige à l'opposé d'une feuille ; les fleurs verdâtres à blanches ; les tépales sont largement lancéolés-elliptiques, de 6-11x1,5 mm ; la lèvre ovoïde-elliptique, est aiguë, de 4-7,5 x 3,2 mm ; l'éperon fait 7 mm de long, le sac plus ou moins globulaire, l'apex gonflé. 

## Distribution
On la trouve au Cameroun, au Nigeria, au Gabon.

## Écologie
Elle pousse en forêt humide et près des chutes d'eau, de 200 à 700 m d'altitude.